# Philippe Bauer
Philippe Bauer (Neuchâtel, 9 april 1962) is een Zwitsers advocaat en politicus voor de Vrijzinnig-Democratische Partij.De Liberalen (FDP/PLR) uit het kanton Neuchâtel.

## Biografie

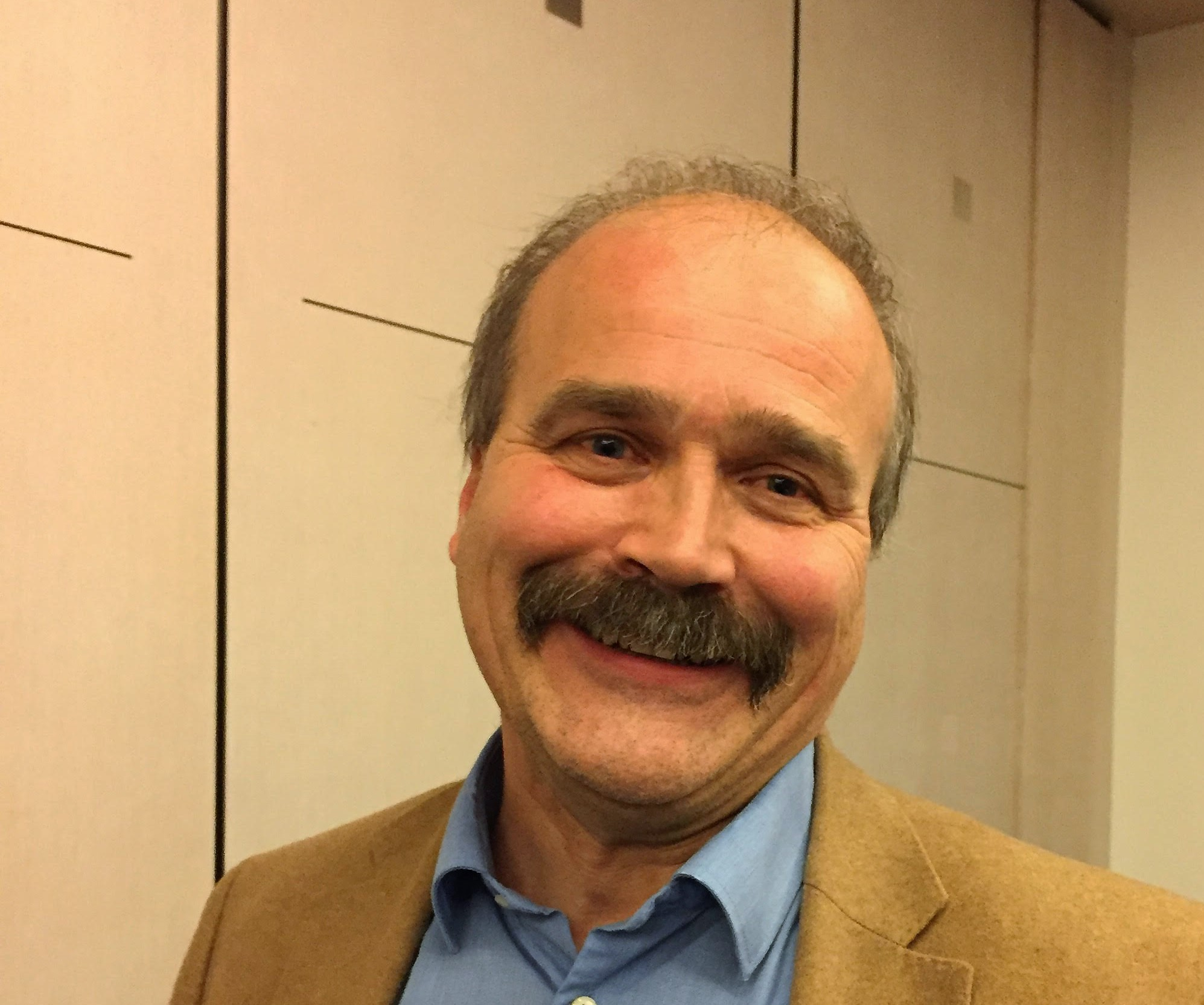
Philippe Bauer in 2017.

Philippe Bauer studeerde rechten aan de Universiteit van Neuchâtel en vestigde zich nadien als advocaat. Van 2001 tot 2015 was hij lid van de Grote Raad van Neuchâtel, waarvan hij in de periode 2013-2014 voorzitter was. Hij werd bij de parlementsverkiezingen van 2015 voor het eerst verkozen in de Nationale Raad, in opvolging van zijn partijgenoot Damien Cottier. Bij de parlementsverkiezingen van 2019 maakte hij de overstap naar de Kantonsraad, in opvolging van Raphaël Comte. In 2023 werd hij niet opnieuw herverkozen.